# Putylský rajón
Putylský rajón (ukrajinsky Путильський район) je bývalý rajón v Černovické oblasti na Ukrajině. Hlavním městem byla Putyla a rajón měl přibližně 26 tisíc obyvatel. 

## Sídla v rajónu
- Putyla